# Campionati mondiali di sci alpino 1996
I Campionati mondiali di sci alpino 1996, 33ª edizione della manifestazione organizzata dalla Federazione Internazionale Sci, si svolsero in Spagna, a Sierra Nevada, dal 12 al 25 febbraio. Il programma incluse gare di discesa libera, supergigante, slalom gigante, slalom speciale e combinata, sia maschili sia femminili.

## Organizzazione e impianti
Originariamente previsti per il 1995, a causa della mancanza di neve vennero spostati di un anno. Le gare si disputarono sulle piste Fuente del Tesoro, Granados, Neveros e Veleta.

## Risultati

### Uomini

#### Discesa libera
| Pos. | Atleta            | Nazione  | Tempo   |
| ---- | ----------------- | -------- | ------- |
| 1    | Patrick Ortlieb   | Austria  | 2:00,17 |
| 2    | Kristian Ghedina  | Italia   | 2:00,44 |
| 3    | Luc Alphand       | Francia  | 2:00,45 |
| 4    | Lasse Kjus        | Norvegia | 2:00,64 |
| 5    | Brian Stemmle     | Canada   | 2:00,92 |
| 6    | Günther Mader     | Austria  | 2:01,28 |
| 7    | Werner Perathoner | Italia   | 2:01,36 |
| 8    | Peter Runggaldier | Italia   | 2:01,38 |
| 9    | Hannes Trinkl     | Austria  | 2:01,83 |
| 10   | Xavier Gigandet   | Svizzera | 2:02,07 |

Data: 17 febbraio

Pista: Veleta

Lunghezza: 3 930 m

Dislivello: 950 m

Ore: 14.00 (UTC+1)

Porte: 42

#### Supergigante
| Pos. | Atleta              | Nazione   | Tempo   |
| ---- | ------------------- | --------- | ------- |
| 1    | Atle Skårdal        | Norvegia  | 1:21,80 |
| 2    | Patrik Järbyn       | Svezia    | 1:22,09 |
| 3    | Kjetil André Aamodt | Norvegia  | 1:22,11 |
| 4    | Janne Leskinen      | Finlandia | 1:22,37 |
| 5    | Patrick Wirth       | Austria   | 1:22,48 |
| 6    | Lasse Kjus          | Norvegia  | 1:22,57 |
| 7    | Günther Mader       | Austria   | 1:22,59 |
| 8    | Alessandro Fattori  | Italia    | 1:22,60 |
| 9    | Luc Alphand         | Francia   | 1:22,63 |
| 9    | Hans Knauß          | Austria   | 1:22,63 |

Data: 13 febbraio

Pista: Granados

Lunghezza: 2 425 m

Dislivello: 640 m

Ore: 11.30 (UTC+1)

Porte: 44

#### Slalom gigante
| Pos. | Atleta                         | Nazione  | Tempo   |
| ---- | ------------------------------ | -------- | ------- |
| 1    | Alberto Tomba                  | Italia   | 1:58,63 |
| 2    | Urs Kälin                      | Svizzera | 1:59,07 |
| 3    | Michael von Grünigen           | Svizzera | 1:59,45 |
| 4    | Lasse Kjus                     | Norvegia | 1:59,51 |
| 5    | Steve Locher                   | Svizzera | 2:00,62 |
| 6    | Christian Mayer                | Austria  | 2:01,11 |
| 7    | Fredrik Nyberg                 | Svezia   | 2:01,30 |
| 8    | Jure Košir                     | Slovenia | 2:01,91 |
| 9    | Ian Piccard                    | Francia  | 2:02,12 |
| 10   | Harald Christian Strand Nilsen | Norvegia | 2:02,22 |

Data: 23 febbraio

Pista: Fuente del Tesoro

Dislivello: 395 m

1ª manche:

Ore: 9.30 (UTC+1)

Porte: 48

2ª manche:

Ore: 13.30 (UTC+1)

Porte: 50

#### Slalom speciale
| Pos. | Atleta                | Nazione  | Tempo   |
| ---- | --------------------- | -------- | ------- |
| 1    | Alberto Tomba         | Italia   | 1:42,26 |
| 2    | Mario Reiter          | Austria  | 1:42,57 |
| 3    | Michael von Grünigen  | Svizzera | 1:42,81 |
| 4    | Andrea Zinsli         | Svizzera | 1:43,48 |
| 5    | Andrej Miklavc        | Slovenia | 1:43,76 |
| 6    | Sébastien Amiez       | Francia  | 1:43,79 |
| 7    | Ole Kristian Furuseth | Norvegia | 1:43,97 |
| 8    | Kjetil André Aamodt   | Norvegia | 1:44,07 |
| 9    | Christian Mayer       | Austria  | 1:44,51 |
| 10   | Lasse Kjus            | Norvegia | 1:44,78 |

Data: 25 febbraio

Pista: Neveros

Dislivello: 220 m

1ª manche:

Ore: 9.30 (UTC+1)

Porte: 60

2ª manche:

Ore: 13.30 (UTC+1)

Porte: 61

#### Combinata
| Pos. | Atleta                         | Nazione     | Tempo   |
| ---- | ------------------------------ | ----------- | ------- |
| 1    | Marc Girardelli                | Lussemburgo | 3:31,95 |
| 2    | Lasse Kjus                     | Norvegia    | 3:32,20 |
| 3    | Günther Mader                  | Austria     | 3:32,93 |
| 4    | Mario Reiter                   | Austria     | 3:32,99 |
| 5    | Mitja Kunc                     | Slovenia    | 3:33,42 |
| 6    | Kjetil André Aamodt            | Norvegia    | 3:34,29 |
| 7    | Thomas Grandi                  | Canada      | 3:35,37 |
| 8    | Finn Christian Jagge           | Norvegia    | 3:35,90 |
| 9    | Harald Christian Strand Nilsen | Norvegia    | 3:36,20 |
| 10   | Yves Dimier                    | Francia     | 3:36,22 |

Slalom speciale

Data: 20 febbraio

Pista: Neveros

Dislivello: 200 m

1ª manche:

Ore: 17.30 (UTC+1)

Porte: 59

2ª manche:

Ore: 20.30 (UTC+1)

Porte: 55

Discesa libera

Data: 21 febbraio

Ore: 11.30 (UTC+1)

Pista: Veleta

Lunghezza: 3 524 m

Dislivello: 800 m

Porte: 36

### Donne

#### Discesa libera
| Pos. | Atleta              | Nazione     | Tempo   |
| ---- | ------------------- | ----------- | ------- |
| 1    | Picabo Street       | Stati Uniti | 1:54,06 |
| 2    | Katja Seizinger     | Germania    | 1:54,63 |
| 3    | Hilary Lindh        | Stati Uniti | 1:54,70 |
| 4    | Kate Pace           | Canada      | 1:54,71 |
| 5    | Megan Gerety        | Stati Uniti | 1:54,95 |
| 6    | Isolde Kostner      | Italia      | 1:55,04 |
| 7    | Heidi Zeller-Bähler | Svizzera    | 1:55,12 |
| 8    | Renate Götschl      | Austria     | 1:55,18 |
| 8    | Bibiana Perez       | Italia      | 1:55,18 |
| 10   | Corinne Rey-Bellet  | Svizzera    | 1:55,35 |

Data: 18 febbraio

Pista: Veleta

Lunghezza: 3 396 m

Dislivello: 800 m

Ore: 13.00 (UTC+1)

#### Supergigante
| Pos. | Atleta                | Nazione     | Tempo   |
| ---- | --------------------- | ----------- | ------- |
| 1    | Isolde Kostner        | Italia      | 1:21,00 |
| 2    | Heidi Zurbriggen      | Svizzera    | 1:21,66 |
| 3    | Picabo Street         | Stati Uniti | 1:21,71 |
| 4    | Barbara Merlin        | Italia      | 1:21,80 |
| 5    | Hilary Lindh          | Stati Uniti | 1:21,82 |
| 6    | Ingeborg Helen Marken | Norvegia    | 1:22,22 |
| 7    | Katrin Gutensohn      | Germania    | 1:22,28 |
| 8    | Martina Ertl          | Germania    | 1:22,37 |
| 9    | Pernilla Wiberg       | Svezia      | 1:22,39 |
| 10   | Corinne Rey-Bellet    | Svizzera    | 1:22,43 |

Data: 12 febbraio

Pista: Granados

Lunghezza: 2 263 m

Dislivello: 600 m

Ore: 11.30 (UTC+1)

Porte: 32

#### Slalom gigante
| Pos. | Atleta               | Nazione       | Tempo   |
| ---- | -------------------- | ------------- | ------- |
| 1    | Deborah Compagnoni   | Italia        | 2:10,74 |
| 2    | Karin Roten          | Svizzera      | 2:11,09 |
| 3    | Martina Ertl         | Germania      | 2:11,44 |
| 4    | Anita Wachter        | Austria       | 2:11,90 |
| 5    | Katja Seizinger      | Germania      | 2:11,92 |
| 6    | Isolde Kostner       | Italia        | 2:12,17 |
| 7    | Birgit Heeb          | Liechtenstein | 2:12,99 |
| 8    | Ainhoa Ibarra        | Spagna        | 2:13,01 |
| 9    | Michaela Dorfmeister | Austria       | 2:13,03 |
| 10   | Martina Fortkord     | Svezia        | 2:13,54 |

Data: 22 febbraio

Pista: Fuente del Tesoro

Dislivello: 395 m

1ª manche:

Ore: 9.30 (UTC+1)

Porte: 53

2ª manche:

Ore: 13.00 (UTC+1)

Porte: 48

#### Slalom speciale
| Pos. | Atleta             | Nazione       | Tempo   |
| ---- | ------------------ | ------------- | ------- |
| 1    | Pernilla Wiberg    | Svezia        | 1:31,46 |
| 2    | Patricia Chauvet   | Francia       | 1:32,32 |
| 3    | Urška Hrovat       | Slovenia      | 1:32,33 |
| 4    | Claudia Riegler    | Nuova Zelanda | 1:32,42 |
| 5    | Ingrid Salvenmoser | Austria       | 1:32,54 |
| 6    | Kristina Andersson | Svezia        | 1:32,64 |
| 7    | Elfi Eder          | Austria       | 1:32,67 |
| 8    | Kateřina Tichý     | Rep. Ceca     | 1:33,28 |
| 9    | Karin Köllerer     | Austria       | 1:33,38 |
| 10   | Nataša Bokal       | Slovenia      | 1:33,52 |

Data: 24 febbraio

Pista: Neveros

Dislivello: 200 m

1ª manche:

Ore: 9.30 (UTC+1)

Porte: 48

2ª manche:

Ore: 13.00 (UTC+1)

Porte: 58

#### Combinata
| Pos. | Atleta                | Nazione  | Tempo   |
| ---- | --------------------- | -------- | ------- |
| 1    | Pernilla Wiberg       | Svezia   | 3:19,68 |
| 2    | Anita Wachter         | Austria  | 3:21,73 |
| 3    | Marianne Kjørstad     | Norvegia | 3:22,35 |
| 4    | Renate Götschl        | Austria  | 3:22,65 |
| 5    | Katja Seizinger       | Germania | 3:22,82 |
| 6    | Ingeborg Helen Marken | Norvegia | 3:22,83 |
| 7    | Miriam Vogt           | Germania | 3:24,25 |
| 8    | Martina Ertl          | Germania | 3:25,06 |
| 9    | Katja Koren           | Slovenia | 3:25,34 |
| 10   | Hilde Gerg            | Germania | 3:25,48 |

Discesa libera

Data: 16 febbraio

Ore: 13.00 (UTC+1)

Pista: Velera

Lunghezza: 3 084 m

Dislivello: 720 m

Porte: 34
Slalom speciale

Data: 19 febbraio

Pista: Neveros

Dislivello: 160 m

1ª manche:

Ore: 10.00 (UTC+1)

Porte: 48

2ª manche:

Ore: 13.30 (UTC+1)

Porte: 55

## Medagliere per nazioni
| Pos. | Nazione     | Oro | Argento | Bronzo | Totale |
| ---- | ----------- | --- | ------- | ------ | ------ |
| 1    | Italia      | 4   | 1       | 0      | 5      |
| 2    | Svezia      | 2   | 1       | 0      | 3      |
| 3    | Austria     | 1   | 2       | 1      | 4      |
| 4    | Norvegia    | 1   | 1       | 2      | 4      |
| 5    | Stati Uniti | 1   | 0       | 2      | 3      |
| 6    | Lussemburgo | 1   | 0       | 0      | 1      |
| 7    | Svizzera    | 0   | 3       | 2      | 5      |
| 8    | Francia     | 0   | 1       | 1      | 2      |
| 8    | Germania    | 0   | 1       | 1      | 2      |
| 10   | Slovenia    | 0   | 0       | 1      | 1      |